# یواس‌اس دیپلما (ای‌ام-۲۲۱)
یواس‌اس دیپلما (ای‌ام-۲۲۱) (به انگلیسی: USS Diploma (AM-221)) یک کشتی بود که طول آن ۱۸۴ فوت ۶ اینچ (۵۶٫۲۴ متر) بود. این کشتی در سال ۱۹۴۴ ساخته شد.